# فیرمن آبوزی
فیرمن آبوزی (فرانسوی: Firmin Abauzit‎؛ زاده ۱۲ نوامبر ۱۶۷۹ - درگذشته ۲۰ مارس ۱۷۶۷) یک محقق در زمینه فیزیک، الهیات، و فلسفه اهل فرانسه بود.